# Oslotunnelen
Oslotunnelen er en norsk jernbanetunnel fra Oslo S til Skøyen Station, der forbinder de vestlige jernbaner med de østlige. Tunnelen er 3.632 meter lang og har to spor. Ved Nationaltheatret er der en underjordisk station, Nationaltheatret Station. Dele af strækningen følges med T-banens Fellestunnelen, idet jernbanetunnelen ligger et niveau under T-banen. Oslotunnelen benyttes af 600 tog i døgnet, og på en hverdag kører 60.000 passagerer gennem tunnelen. Tunnelen har for lav kapacitet, og myndighederne planlægger derfor at anlægge et ny dobbeltspor for at fordoble kapaciteten gennem byen.
Fra 1990 til 1998 blev motorvejstunnelen mellem Havnelageret og Frognerkilen på Europavej E18 (Festningstunnelen) også kaldt for "Oslotunnelen".

## Historie
Årsagen til anlæggelse af Oslotunnelen var behovet for at forbinde det østlige og det vestlige jernbanenet i Norge. I Oslo havde man to store stationer, Østbanestasjonen og Vestbanestasjonen, et stykke fra hinanden, hvilket besværliggjorde skift. I mellemkrigstiden var der forslag fremme om en højbane fra Vestbanestasjonen over Tordenskiolds plass, tunnel under Akershus slot og højbane videre over Oslo Børs til Østbanestasjonen.
Stasjonskomitéen av 1938 kom med sine forslag i 1940. De ønskede en ny centralstation på Østbanestasjonens område men udformet som gennemkørselstation og med tunnelforbindelse til Drammenbanen. Et alternativ var at forlænge Vestbanerne ad en rngbane til centralstationen, der så skulle være en sækbanegård. Planerne blev imidlertid udskudt på grund af udbruddet af anden verdenskrig.
Efter krigen blev der nedsat flere udvalg for at realisere planerne, men først 10. maj 1962 vedtog Stortinget at etablere tunnelen. De første detaljerede forslag blev fremlagt i 1966,, mens selve tunnelen åbnede i første halvår af 1980. Anlæggelse havde kostet ca. 600 mio. NOK i 1980-priser.
I de oprindelige planer indgik to underjordiske stationer - Elisenberg og Nationaltheatret. Etableringen af de to stationer blev påbegyndt, men kun Nationaltheatret blev fuldført. Oprindeligt havde den kun to spor og en perron med adgang fra øst. I 1999 blev stationen udvidet til fire spor, hvilket øgede kapaciteten i tunnelen fra 16 til 24 tog i timen hver vej. En sådan jernbanetunnel har mindst lige så stor kapacitet som en firesporet motorvej i myldretiden. Ved samme lejlighed blev en vestlig adgangsvej fra Dronningparken taget i brug. Den ombyggede station blev indviet af kong Harald 5. 6. december 1999.

### Status og fremtid
I 2007 kørte der 532 persontog gennem Oslotunnelen pr. dag i gennemsnit, hvortil kom godstog. Det betød at kapaciteten i Oslotunnelen efterhånden havde nået smertegrænsen, især i myldretiderne. I Nasjonal transportplan 2014-2023 blev der peget på behovet for at vurderet behovet for en ny tunnel. I august 2013 gav Samferdselsdepartementet mandat til Jernbaneverket, Statens vegvesen og Ruter om at gennemføre en udredning for at øge kapaciteten i hele den kollektive trafik i Oslo-området. I september 2014 var der flere alternativer på bordet efter udredningen. En egentlig rapport blev fremlagt 23. november 2015 som en del af KVU Oslonavet. Her konkluderedes det, at man ønskede to dobbeltspor på hele strækningen fra Lysaker til Oslo S, hvor lokaltog (S-bane) skulle benytte det ene dobbeltspor og regionaltog det andet. I dette scenarie anbefalede man at bygge et nyt dobbeltspor som "bypasser" på hele strækningen mellem Nationaltheatret og Lysaker, hvorefter det nuværende dobbeltspor kun skal benyttes af lokaltog og med samtidig ibrugtagning af Elisenberg Station til samme formål. Det vil betyde at Skøyen station fremover kun bliver betjent af lokaltog men samtidig bliver knyttet tættere på byen med en ny T-banestrækning, Fornebubanen. En ny tunnel til en værdi af 16 mia. NOK forventes at stå klar i 2032.
Store dele af den nye tunnel mellem Oslo S og Nationaltheateret Station må anlægges i en åben udgravning. Fra centrum overvejes det om tunnelen skal gå i en bue fra Nationaltheateret forbi Skøyen til Lysaker, eller om den skal gå fra Stortinget via Bislett og Majorstuen til Lysaker. Oslo har vanskelige og til dårligt egnede anlægsforhold med stærkt varierende grundforhold. Udbygningen må esuden tage hensyn til grundvandet. I dele er af Oslo er der 80 meter ned til fast grund.